# Accademia della Guardia di Finanza
 (décembre 2024).
L’Accademia della Guardia di Finanza est une école militaire active depuis 1896, dont le rôle est la formation des officiers de la Guardia di Finanza. Son siège est situé à Bergame

## Histoire
L'Accademia a été fondée en  1896, son siège  qui à l'époque était situé à Caserte, a été successivement transféré à  Rome (1925) et enfin Bergame (1984).  Depuis 1995, certains cours spéciaux et applications se déroulent à Castel Porziano.
L' Accademia della Guardia di Finanza  est actuellement dirigée par le général de brigade  Virgilio Pomponi.

## Formation

### Cursus
- Deux ans de cours donnent accès à la « nomina sottotenente » (Sous-lieutenant) ;
- Troisième année : Laurea ;
- Quatrième année (première année d'application) : « Nomina Tenente »  (Lieutenant);
- Cinquième année (deuxième année d'application) : « Laurea specialistica » (Maîtrise universitaire).

### Plan didactique
- militaire: Apprentissage de disciplines afférentes aux organisations et techniques militaires. Assimilation des connaissances spécifiques au Corps et des règlements, normes déontologiques et des techniques de commandement ;

- juridique: Bases fondamentales du Droit, développement de la capacité d'analyse des normes et du langage, connaissances spécifiques du droit fiscal et pénal, formation aux instruments permettant à l'officier de maîtriser le cadre opérationnel ;

- connaissance de l'entreprise: Doter l'élève des connaissances nécessaires à la compréhension et analyse des entreprises (organisation, gestion, comptabilité) ;

- économie: Notions essentielles à la compréhension dans les contexte national et international des échanges économiques ; des dynamiques d'entreprise et des administrations publiques ;

- technologie et linguistique : Apprentissage des instruments de communication et linguistique : élaboration, archivage et gestion des rapports techniques en langue anglaise ; application de systèmes informatiques et téléphoniques ;

- sociologie et communication : Connaissance des instruments permettant l'interprétation des contextes et phénomènes sociaux ;

- technique - professionnel : Enseignement des disciplines propres à la profession :

Prérogatives et obligations des fonctions gradées : Sous-lieutenant ; Lieutenant ; officier de police judiciaire ; officier de police fiscaliste ; 
Approfondissement des thématiques relatives aux intérêts économiques et financier de la Communauté européenne, de la lutte à la Contrebande, antidrogue, au service aéronaval, à la fonction de commandement, gestion des ressources humaines, discipline, avancement, juridique et emploi.

## Infrastructure
Les infrastructures de l'Accademia comportent les bâtiments suivants : 
1. La Caserne Sous-lieutenant G.M. Barbarisi, située Via dello Statuto n. 21 à Bergame, comprend quatre édifices principaux : 
  1. Commandement Accademia et bureaux administratifs, Cercle des Officiers, salles de cours, Chapelle ;
  2. Cours de l'Accademia, Infirmerie, Salle détente, Cantine, Chambres élèves ;
  3. Complexe sportif : (piscine, salle gymnastique, etc.) ;
  4. Amphithéâtre.

1. Caserne A. Dus, siège du Centro Addestrativo Polifunzionale (Centre de Formation Plurifonctionnel) de Rome-Castel Porziano : Cours spéciaux et Sections spécialisées :
  1. Investigazione Criminalità Organizzata (GICO): Enquêtes sur la criminalité organisée
  2. Operativo Antidroga (GOA): Action antidrogue
  3. Anticrimine Tecnologico (GAT): Action contre le crime informatique
  4. Operativo Aeronavale (ROAN): Aéronaval opérationnel
  5. Anti Terrorismo Pronto Impiego (ATPI): Force de réponse rapide antiterroriste
  6. Servizio Cinofili: Service chiens anti-drogue.

## Sources
- (it) Cet article est partiellement ou en totalité issu de l’article de Wikipédia en italien intitulé « Accademia della Guardia di Finanza » (voir la liste des auteurs).